# Anne-Li Norberg
Anne-Li Ingvarsdotter Norberg, född 5 oktober 1953 i Sollentuna, Stockholms län, död 17 augusti 2018 i Högalids distrikt i Stockholm, var en svensk skådespelare och dramapedagog.

## Biografi
Anne-Li Norberg växte upp i Hässelby gård, och som barn gick hon på dansskola och på Vår teaters barnteaterverksamhet.  Senare gick hon på Arbetarnas bildningsförbunds teaterkurs på Birkagården, och därefter på den då nystartade Svenska Artist- och Musikerskolan, som senare skulle komma att bli Kulturama.
Norberg utexaminerades 1978 från Teaterhögskolan i Malmö, där hon gått i samma klass som Rolf Lassgård med flera. 
Hon var engagerad vid Folkteatern, Göteborg 1979–1980, vid Skånska Teatern 1980–1982 och Folkteatern i Gävle från 1982. Från 1987 arbetade hon som frilansande skådespelare, hon sågs på en rad olika scener, däribland Stockholms stadsteater, Riksteatern, Uppsala Stadsteater, Mosebacke och Nya Pistolteatern. Hon arbetade även på Försäkringskassan och som brevbärare. Anne-Li Norberg var även utbildad dramapedagog och undervisade på teaterlinjen på Södra Latin.
Anne-Li Norberg var under 1970- och 1980-talet sambo med skådespelaren Peter Haber och tillsammans fick de dottern Nina Haber 1985, som också är skådespelare.
Hon avled i cancer, 64 år gammal. Anne-Li Norberg är gravsatt i Högalids kolumbarium i Stockholm.

## Filmografi i urval
- 1988 – Venus 90
- 1989 – Förhöret
- 1990 – Black Jack
- 1990 – Fiendens fiende (TV-serie) (TV-serie)
- 1991 – Goltuppen (TV-serie)
- 1991 – Harry Lund lägger näsan i blöt!
- 1993 – Sunes sommar
- 1994 – Polismördaren
- 1995 – Tre Kronor (TV-serie)
- 1995 – Tribunal
- 1996 – Zonen (TV-serie)
- 1997 – Emma åklagare (TV-serie)
- 1997 – Skärgårdsdoktorn (TV-serie)
- 1997 – Snoken (TV-serie)
- 1998 – Rederiet (TV-serie)
- 2000 – Det grovmaskiga nätet
- 2001 – En sång för Martin
- 2001 – Jordgubbar med riktig mjölk
- 2001 – Känd från TV
- 2002 – Beck – Kartellen
- 2002 – Bella - bland kryddor och kriminella (TV-serie)
- 2003 – Paragraf 9 (TV-serie)
- 2005 – Kommissionen (TV-serie)
- 2005 – Örnen (TV-serie)
- 2006 – Min frus förste älskare
- 2009 – Guds tre flickor (TV-serie)
- 2009 – Oskyldigt dömd (TV-serie)
- 2010 – Den fördömde (TV-serie)
- 2010 – Våra vänners liv (TV-serie)
- 2011 – Juni
- 2011 – Maria Wern - Svart fjäril
- 2011 – The Girl with the Dragon Tattoo
- 2012 – Arne Dahl: Europa Blues (TV-serie)
- 2012 – Morden i Sandhamn (TV-serie)
- 2013 – Bäst före
- 2013 – Äkta människor (TV-serie)
- 2014 – Tjockare än vatten (TV-serie)
- 2015 – Solsidan (TV-serie)

## Teater

### Roller
| År   | Roll          | Produktion                                      | Regi           | Teater             |
| ---- | ------------- | ----------------------------------------------- | -------------- | ------------------ |
| 1982 | Barnmorskan   | Den heliga familjen Rudolf Värnlund             | Peter Oskarson | Skånska Teatern    |
| 1982 | Fru Santesson | Sångare! Rudolf Värnlund                        | Peter Oskarson | Skånska Teatern    |
| 1982 | Jenny Falkman | Vägen till Kanaan! Rudolf Värnlund              | Peter Oskarson | Skånska Teatern    |
| 1983 | Anna-Stava    | Hästen och tranan Leif Sundberg och Sara Lidman | Finn Poulsen   | Norrbottensteatern |